# Conny Pohlers
Conny Pohlers (Halle, 16 de novembre del 1978) és una exjugadora de futbol que jugava com a davantera. Va ser internacional amb Alemanya entre 2001 i 2011, guanyant el Mundial 2003, l'Eurocopa 2005 i dues bronzes olímpics als Jocs d'Atenes i Beijing. A nivell de clubs va guanyar 3 Lligues de Campions, 3 Lligues i 4 Copes amb el Turbine i el Wolfsburg.

## Trajectòria
| Temporades      | Club              | Títols                                    | Selecció (fases finals)                             |
| --------------- | ----------------- | ----------------------------------------- | --------------------------------------------------- |
| 94/95 - 02/03   | Turbine Potsdam   |                                           | Mundial 2003 (campió)                               |
| 2003            | Atlanta Beat      |                                           |                                                     |
| 03/04 - 06/07 0 | Turbine Potsdam 0 | 1 Lliga de Campions, 2 Lligues, 3 Copes 0 | Jocs Olímpics 2004 (3r lloc) Eurocopa 2005 (campió) |
| 07/08 - 10/11   | 1.FFC Frankfurt   | 1 Lliga, 2 Copes                          | Jocs Olímpics 2008 (3r lloc)                        |
| 11/12 - 12/13   | VfL Wolfsburg     | 1 Lliga de Campions, 1 Lliga, 1 Copa      |                                                     |
| 2013            | Washington Spirit |                                           |                                                     |
| 13/14           | VfL Wolfsburg     | 1 Lliga de Campions, 1 Lliga              |                                                     |